# LRM
LRM is een Belgische investeringsmaatschappij die voornamelijk in de provincie Limburg actief is. De hoofdzetel van LRM bevindt zich op de Corda Campus in Hasselt.

## Geschiedenis
LRM werd in 1994 met 250 miljoen euro aan startkapitaal als de Limburgse Reconversiemaatschappij opgericht. Dit geld was afkomstig van de NV Kempische Steenkoolmijnen (KS), dat na de sluiting van de zeven Kempense mijnzetels instond voor de reconversie van de provincie Limburg. De opdracht van LRM was kapitaal in starters, (groei)bedrijven, economische projecten en de ontwikkeling van industriegronden in Limburg investeren. Het stond aanvankelijk ook boven NV Mijnen, de opvolger van KS die instond voor de afwikkeling van het mijnverleden (bv. gebouwen en bodemsanering), en het toeristische hefboomproject Lisom.
Na 1999 werd de raad van bestuur van LRM herschikt en waren de meeste bestuursleden van VLD- en sp.a-signatuur. Voorzitter in opvolging van bankier Luc Beckers werd André Vautmans (VLD), broer van voormalig politicus Valère Vautmans. Ook voormalig voorzitter Theo Peeters verdween uit de raad van bestuur. Bij dochtermaatschappij Lisom werd Paul Butenaerts, de sterke man van sp.a in Limburg, voorzitter en Luc Houbrechts, kabinetschef van Vlaams minister-president Patrick Dewael (Open Vld), ondervoorzitter. Hedwig De Koker, penningmeester van de VLD en secretaris van de VLD-fractie in de Kamer van volksvertegenwoordigers, werd regeringscommissaris bij LRM. Nieuwe bestuurders waren ondernemer Stijn Bijnens en Jean-Claude Van Rode, voorzitter van ABVV Limburg.
In 2005 kwam financieel gesjoemel bij LRM aan het licht. De in juni 2005 ontslagen hoofdboekhouder en de ontslagen algemeen secretaris hadden een klachtendossier over onregelmatigheden bij LRM aan de Vlaamse Regering overhandigd. Daarin werden gedelegeerd bestuurder Roland Aerden en financieel directeur Theo Donné van financieel gesjoemel beschuldigd. Vlaams minister van Financiën en Begroting Dirk Van Mechelen stelde in december 2005 een raadsman aan om de beschuldigen van fraude te onderzoeken en diende vervolgens klacht tegen onbekenden wegens mogelijk gesjoemel in. Nog voor het gerechtelijk onderzoek voltooid was werd Aerden bij LRM aan de kant geschoven en installeerde de Vlaamse Regering in juli 2006 een nieuwe raad van bestuur. Voorzitter van de raad van bestuur in opvolging van Vautmans werd advocaat Erik Monard en algemeen directeur in opvolging van Aerden werd Gerard Buteneers. In oktober 2007 werd Buteneers ontslagen en door Stijn Bijnens opgevolgd. Bijnens was reeds sinds 1999 bestuurder van LRM. Na uitspraken van Vlaams minister-president Kris Peeters waarin hij vond dat de Limburgse reconversie voltooid was en het speciale statuut van LRM overbodig was nam Monard ontslag als voorzitter van de raad van bestuur van LRM. Hij werd opgevolgd door Hugo Leroi, oprichter van Carglass en voorzitter van VKW Limburg.
In maart 2008 werd LRM geherstructureerd. De investeringsmaatschappij bleef autonoom, maar dochtermaatschappij Lisom werd opgedoekt en opgevolgd door de stichting Limburg Sterk Merk (LSM).
In januari 2019 volgde Tom Vanham Bijnens als CEO op en in mei 2021 werd Mark Maesen voorzitter van de raad van bestuur in opvolging van Leroi.

## Activiteiten
LRM ontgint en stimuleert economische groei in Limburg. Dit doet ze door bedrijfsfinanciering en risicokapitaal, de ontwikkeling van innovatief vastgoed, de herwaardering van de voormalige mijnsites, de ontwikkeling van bedrijventerreinen en klimaat- en mobiliteitsprojecten. Zo is LRM actief met de bedrijvencampus Corda Campus in Hasselt, de DronePort Campus op de voormalige vliegbasis Brustem in Sint-Truiden en Thor Park op de voormalige mijnsite van Waterschei in Genk, maar ook met de incubatoren BioVille op het Wetenschapspark Limburg in Diepenbeek, C-mine Crib op de voormalige mijnsite van Winterslag in Genk, Greenville in Houthalen-Helchteren en Agropolis in Kinrooi. Het is ook actief op de mijnsites van Beringen (be-MINE) en Eisden (Terrhils) en verschillende bedrijventerreinen in Lommel, Dilsen-Stokkem, Maasmechelen, Sint-Truiden, Kinrooi en Tessenderlo. LRM investeert ook in zonne- en windenergie, energieopslag, biomassa en het verpompen van oppervlaktewater.